# Horace Vernet (rose)
'Horace Vernet' est un cultivar de rosier obtenu par Guillot fils (1827-1893) en 1866. Il est dédié au peintre Horace Vernet (1789-1863).

## Description
Ce rosier est toujours prisé par les amateurs de roses anciennes. Ses fleurs éclosent en corolles turbinées d'un beau pourpre nuancé de cramoisi qui s'ouvrent ensuite en grandes coupes (26-40 pétales) très doubles prenant un ton velouté. Les fleurs sont agréablement parfumées.
Le buisson de ce rosier au feuillage sombre présente un port érigé et peut s'élever à 120 cm, voire 150 cm, pour une envergure de 90 cm.
Il est très résistant au froid, puisque sa zone de rusticité est de 4b à 9b.

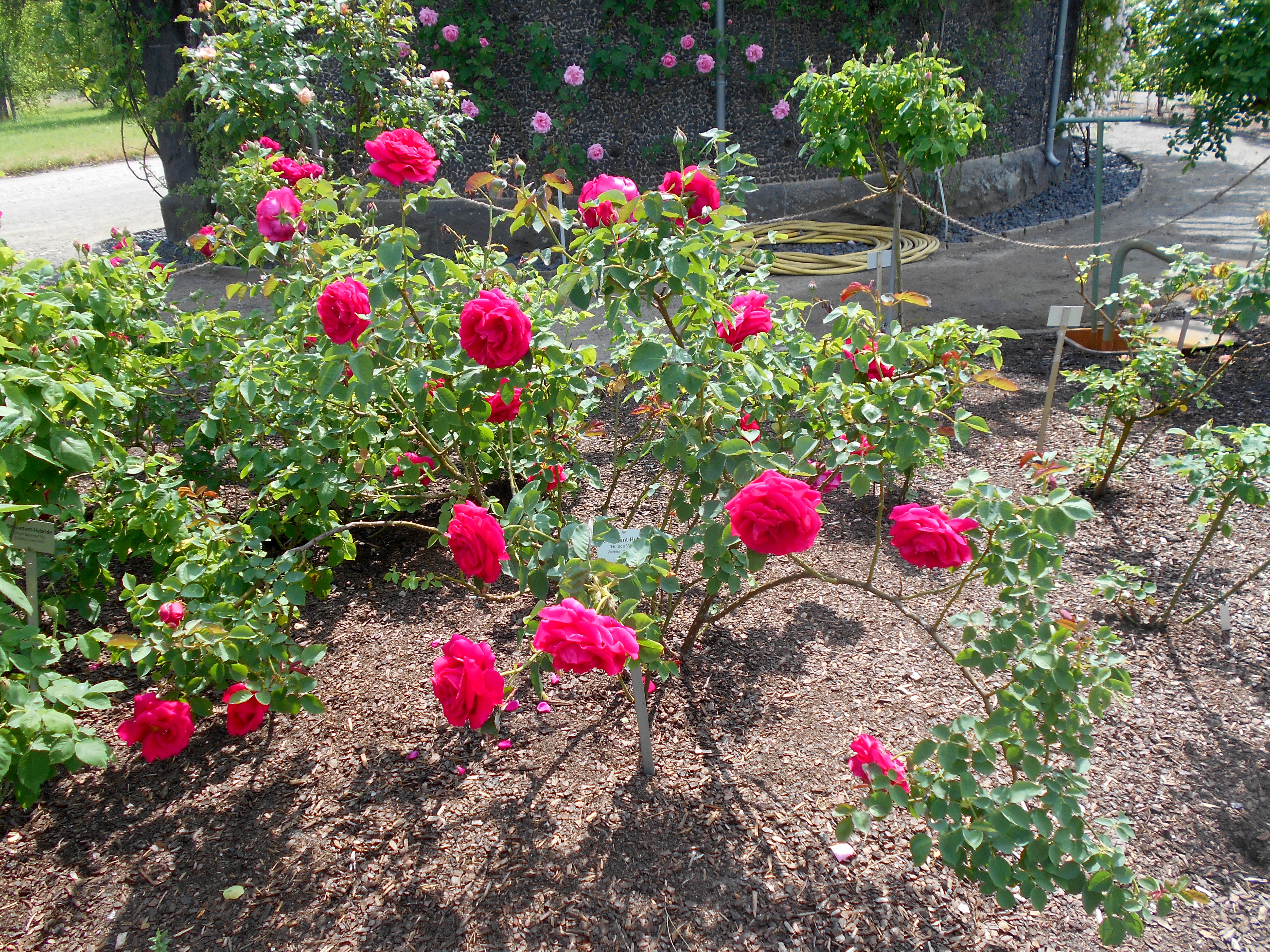
Buisson de rose 'Horace Vernet' au jardin botanique de Berlin.

Le rosier 'Horace Vernet' est issu d'un croisement de 'Général Jacqueminot' (Roussel 1853) et d'un semis non nommé.